# Claes Petersson Prytz
Claes Petersson Prytz, född 1654 i Stockholm, död 12 april 1704, var en svensk militär och författare.

## Biografi
Claes Prytz föddes 1654 i Stockholm. Han var son till justitieborgmästaren Peter Claesson Prytz och Helena Weiler. Prytz blev 13 februari 1664 student vid Uppsala universitet och började 1682 att arbeta hos abgesanten Georg Fredrik von Snoilsky i Regensburg. År 1684 var han sekreterare hos sändebudet, greve Gabriel Oxenstierna i Wien. Han adlades 25 augusti 1693 till Prytz och introducerades samma år som nummer 1269. Prytz blev 25 juni 1703 assessor i Göta hovrätt. Han avled 1704 under en resa till Jönköping.